# Риго, Ипполит
Ипполи́т Анж Риго́ (фр. Hippolyte Ange Rigault; 1821  — 1858 ) — французский писатель.

## Биография
Выпускник Высшей нормальной школы в Париже. Преподавал риторику в лицее Людовика Великого. Был профессором литературы в Коллеж де Франс.
С 1847 года, оставив профессуру, был частным педагогом Гастона Орлеанского, — внука Луи-Филиппа и старшего сына герцога Немура. В революцию 1848 года выехал вместе с семьёй герцога Орлеанского в Англию. Вернулся на родину и к преподаванию в Коллеж де Франс в 1849 году.

## Издания
- Его «Revues de quinzaine», появлявшиеся в «Journal des Débats» и имевшие в своё время успех, собраны в «Conversations littéraires et morales».
- «Histoire de la querelle des anciens et des modernes»
- Полное собрание сочинений («Oeuvres complètes») издано в 1859 году, с биографической заметкой Сен-Марка Жирардена.